# Saint-Léon-d'Issigeac
Saint-Léon-d'Issigeac is een gemeente in het Franse departement Dordogne (regio Nouvelle-Aquitaine) en telt 117 inwoners (2009). De plaats maakt deel uit van het arrondissement Bergerac.

## Geografie
De oppervlakte van Saint-Léon-d'Issigeac bedraagt 5,7 km², de bevolkingsdichtheid is dus 20,5 inwoners per km².
De onderstaande kaart toont de ligging van Saint-Léon-d'Issigeac met de belangrijkste infrastructuur en aangrenzende gemeenten.

## Demografie
Onderstaande figuur toont het verloop van het inwonertal (bron: INSEE-tellingen).